# Kalwaria Golejowska
Kalwaria Golejowska – stacje drogi krzyżowej usytuowane przy ul. Wieżowej w Rybniku-Golejowie od skrzyżowania z ul. Książenicką poprzez zbocze góry Grzybówka aż na sam jej szczyt (291 m n.p.m.). Jedna z krajoznawczych osobliwości Rybnika.

## Historia
Pierwsze stacje drogi krzyżowej powstały z inicjatywy mieszkańców dzielnicy w ciągu ul. Wieżowej w kierunku podejścia na szczyt Grzybówki wiosną 1931 roku, zaledwie kilka lat po wybudowaniu w Golejowie kościoła i objęciu funkcji proboszcza przez księdza Kaspera Reginka. Głównymi inicjatorami przedsięwzięcia byli: Jan Rogowicz, właściciel piekarni i sklepu oraz bogaci gospodarze – Antoni Prus i Franciszek Pyszny. Początkowo stacje budowano w formie krzyży i obrazów na słupach, następnie wykonano odpowiednie formy, w których odlewano gotowe słupowe kapliczki, zaś na szczycie Grzybówki zbudowano, pod kierunkiem murarza, Mikołaja Nieszporka, Kaplicę Grobu Pańskiego. W okresie II wojny światowej stacje zostały uszkodzone w różnym stopniu. Kaplicę Grobu Pańskiego ze względu na wielkość zniszczeń rozebrano w 1948 roku.

## Kalwaria dzisiaj

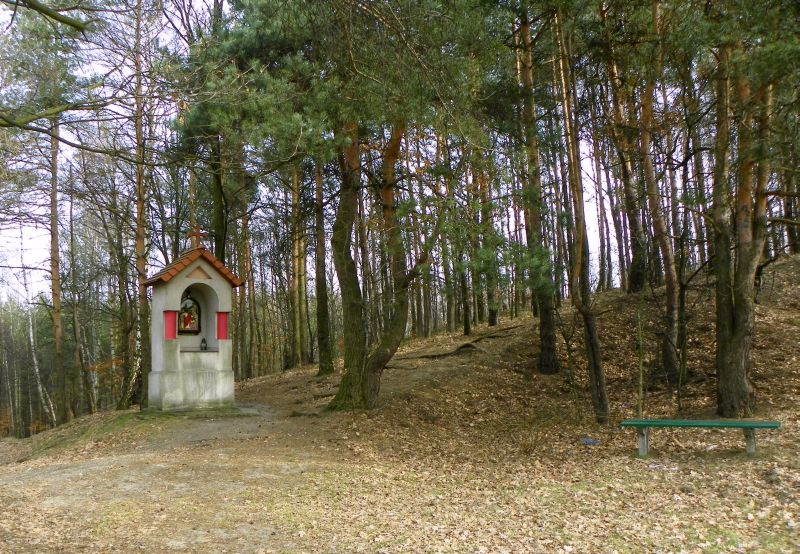
Fragment Kalwarii Golejowskiej

W czerwcu 1998 roku przystąpiono do prac remontowych kapliczek z inicjatywy proboszcza, ks. Ambrożego Kucza. Uzupełniono brakujące kapliczki i odnowiono istniejące. W pracach wzięli udział mieszkańcy dzielnicy. Stację XII wykonano z drewna; posiada ona krzyż ze świerkowego drewna wysokości 6,2 m. Płaskorzeźby stacji wykonano w pracowni artystycznej „Maria” w Nowej Soli. Poświęcenia kalwarii dokonał ks. bp Stefan Cichy 15 września 1998 roku. Pierwsza stacja znajduje się w narożniku ulic Wieżowej i Książenickiej. Na samym szczycie Grzybówki ustawiono posąg Chrystusa Zmartwychwstałego stanowiący zakończenie drogi krzyżowej. Droga Krzyżowa na Grzybówkę, prowadzona przez kapłanów z parafii p.w. Chrystusa Króla, odbywa się w każdy trzeci piątek miesiąca przez cały rok.